# Aniseres caudatus
Aniseres caudatus är en stekelart som beskrevs av Humala 1997. Aniseres caudatus ingår i släktet Aniseres och familjen brokparasitsteklar. Inga underarter finns listade i Catalogue of Life.